# Prothryptacodon
Prothryptacodon és un gènere de mamífer extint de la família dels arctociònids que visqueren a Nord-amèrica des del Paleocè fins a l'Eocè, fa entre 56,2 i 63,8 milions d'anys. Se n'han trobat restes fòssils al Canadà i els Estats Units.